# Medium Mark A Whippet
Medium Mark A Whippet je bil tank britanske vojske. Uporabljal se je kot dopolnilo težkim in počasnim tankom.

## Zgodovina
3. oktobra 1916 je William Tritton, oblikovalec tanka Mark I, predaval o tanku, ki je bil s svojo hitrostjo dopolnilo počasnejšim tankom. Predlagal je, da se na vsako gosenico postavi en motor. Vendar se je to kasneje izkazalo za zelo slabo idejo, saj je to pomenilo dva menjalnika, kar je povečalo stres na voznika in s tem so se pojavile mnoge mehanske okvare. Ta projekt je bil zelo dobro sprejet, zato so prototip končali že 3. februarja 1917. Ime prototipa pa je bilo "Tritton No. 2 Light Machine" ali "Tritton Chaser". Proizvodnja je potekala v podjetju Fosters & Co. Po predstavitvi tega tanka visokim politikom, ki so bili navdušeni nad hitrostjo (Mark I je dosegel hitrost 5 km/h, Whippet pa na dan demonstracije 11,5 km/h), so dobili naročilo za 200 tankov.

## "Music Box"
"Music Box" je ime tanka Whippet s številko 344. Sestavljali so jo Lt. C. B. Arnold (poveljnik), W. J. Carney  (voznik) in C. Ribbans (strelec). Drama tega tanka se je začela, ko so med preštevanjem ugotovili, da manjka tank s številko 344. Kasneje so ugotovili, da so med odhodom iz bojišč opazili napaden tank Mark V, ter so mu nemudoma priskočili na pomoč in omogočili nadaljnji pohod kalvarije. Ekipa je naslednjih 9 ur streljala na sovražnike, ter jim priborila velike izgube, dokler niso bili zadeti. Iz ognjenega Whippeta so se vsi uspešno izkrcali, vendar so jih takoj zajeli Nemci. Voznika so ustrelili, druga dva pa so vzeli za ujetnika. Tank so kasneje našli britanski vojaki.